# 张鲁泉

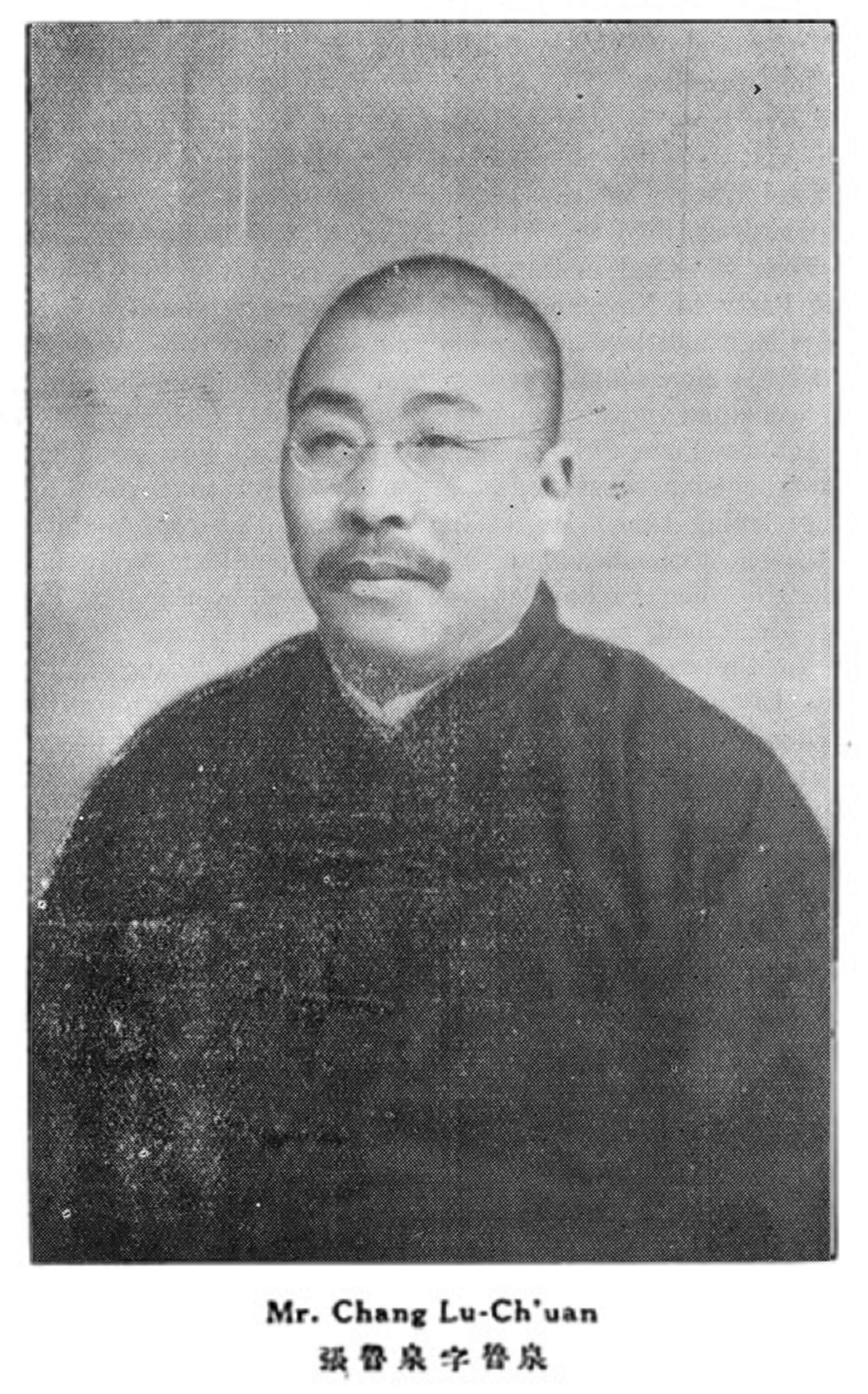
张鲁泉

张鲁泉（1880年—？），山东桓台县人。中国近代政治人物。
1912年当选为山东省参议会议员。1913年，抵达北京当选为中华民国国会参议院议员，11月，袁世凯下令取缔中国国民党，张鲁泉返回山东。1916年，张鲁泉等在山东组织讨袁护国军。1917年，国会再次解散，他再次回家。1918年10月，他到广东军政府履职。1922年，再次担任参议院议员。